# 何刚 (云南官员)
何刚（1963年5月—），云南禄劝人。男，汉族。1983年9月参加工作，1994年1月加入中国共产党。硕士研究生学历。
长期在云南省内任职，曾先后担任过云南楚雄州经贸委党组书记、主任，昭通市副市长，中共昭通市委常委、副市长、常务副市长等职。2014年底，任中共昆明市委常委、常务副市长。2015年12月，滇中新区成立后，兼任新区党工委副书记（正厅级）、管委会副主任。2016年4月，兼任滇中新区管委会主任。2016年5月，任中共昆明市委副书记(正厅级)。